# Pločari Polje
Pločari Polje je naseljeno mjesto u općini Fojnica, Federacija Bosne i Hercegovine, BiH.
Nalazi se oko 10 kilometara istočno od Fojnice, na obalama Fojničke rijeke, na cesti prema Kiseljaku.

## Stanovništvo

### 1991.
Nacionalni sastav stanovništva 1991. godine, bio je sljedeći:
ukupno: 400
- Muslimani - 385
- Hrvati - 11
- Srbi - 3
- ostali, neopredijeljeni i nepoznato - 1

### 2013.
Nacionalni sastav stanovništva 2013. godine, bio je sljedeći:
ukupno: 370
- Bošnjaci - 348
- Hrvati - 9
- ostali, neopredijeljeni i nepoznato - 13

## Vanjske poveznice
- Satelitska snimka  Arhivirana inačica izvorne stranice od 2. listopada 2019. (Wayback Machine)